# Atypus quelpartensis
Atypus quelpartensis is een spinnensoort in de taxonomische indeling van de mijnspinnen (Atypidae).
Het dier behoort tot het geslacht Atypus. De wetenschappelijke naam van de soort werd voor het eerst geldig gepubliceerd in 2002 door Namkung.